# Gouvernement Duhalde
République argentine
Saá Kirchner
Le gouvernement Duhalde est le gouvernement d'Argentine de 2002 à 2003, dont le président de la République est Eduardo Duhalde.

## Composition

### Initiale
| Portefeuille                                                              | Titulaire                                                      | Titulaire | Parti |
| ------------------------------------------------------------------------- | -------------------------------------------------------------- | --------- | ----- |
| Chef de cabinet des ministres                                             | Jorge Capitanich                                               | PJ        |       |
| Ministre de l'Intérieur (es)                                              | Rodolfo Gabrielli (es)                                         | PJ        |       |
| Ministre des Relations extérieures, du Commerce international et du Culte | Carlos Ruckauf (es)                                            | PJ        |       |
| Ministre de la Défense (es)                                               | José Horacio Jaunarena (es)                                    | UCR       |       |
| Ministre de la Santé (es)                                                 | Ginés González García (es)                                     | PJ        |       |
| Ministre de l'Économie et de la Production (es)                           | Jorge Remes Lenicov (es) Roberto Lavagna (jusqu'au 27/04/2002) | PJ        |       |
| Ministre de la Justice, de la Sécurité et des Droits de l'homme (es)      | Jorge Vanossi (es)                                             | UCR       |       |
| Ministre du Travail, de l'Emploi et de la Sécurité sociale (es)           | Alfredo Atanasof (es)                                          | PJ        |       |
| Ministre de l'Éducation, de la Science et de la Technologie (es)          | Graciela Giannettasio (es)                                     | PJ        |       |
| Ministre de la Production (es)                                            | José Ignacio de Mendiguren (es)                                |           |       |

### Remaniement du 3 mai 2002
| Portefeuille                                                              | Titulaire                                                                  | Titulaire | Parti |
| ------------------------------------------------------------------------- | -------------------------------------------------------------------------- | --------- | ----- |
| Chef de cabinet des ministres                                             | Alfredo Atanasof (es)                                                      | PJ        |       |
| Ministre de l'Intérieur (es)                                              | Jorge Matzkin (es)                                                         | PJ        |       |
| Ministre des Relations extérieures, du Commerce international et du Culte | Carlos Ruckauf (es)                                                        | PJ        |       |
| Ministre de la Défense (es)                                               | José Horacio Jaunarena (es)                                                | UCR       |       |
| Ministre de la Santé (es)                                                 | Ginés González García (es)                                                 | PJ        |       |
| Ministre de l'Économie et de la Production (es)                           | Roberto Lavagna                                                            | PJ        |       |
| Ministre de la Justice, de la Sécurité et des Droits de l'homme (es)      | Jorge Vanossi (es) (UCR) Juan José Álvarez (es) (PJ) (jusqu'au 10/07/2002) |           |       |
| Ministre du Travail, de l'Emploi et de la Sécurité sociale (es)           | Graciela Camaño (es)                                                       | PJ        |       |
| Ministre de l'Éducation, de la Science et de la Technologie (es)          | Graciela Giannettasio (es)                                                 | PJ        |       |
| Ministre de la Production (es)                                            | José Ignacio de Mendiguren (es)                                            |           |       |